# Skisprung-Weltcup in Klingenthal
Koordinaten: 50° 23′ 4,7″ N, 12° 27′ 0,3″ O
Der Skisprung-Weltcup in Klingenthal gehört seit der Saison 1985/86 mit einigen Unterbrechungen zum Skisprung-Weltcup. Er wird vom Internationalen Skiverband (FIS) veranstaltet. Die Wettbewerbe wurden in der damaligen DDR auf der K 102 Großen Aschbergschanze und ab 2007 auf der HS 140 Vogtland Arena statt.

## Geschichte
Der damalige SC Dynamo Klingenthal hatte sich für die Austragung eines Weltcupspringens im Jahr 1986 beim Internationalen Skiverband beworben. Der erste Skisprung-Weltcup in der damaligen DDR fand am 17. Januar 1986 auf der großen Aschbergschanze statt. 2007 sollte im Tschechischen Harrachov ein Weltcupspringen ausgetragen werden, dieses wurde aufgrund schlechter Witterung abgesagt. Daraufhin fragte der tschechische Skiverband beim VSC Klingenthal an, ob sie bereitstünden, als Ersatzausrichter einzuspringen. Der Internationale Skiverband gab daraufhin seine Zustimmung für die Austragung auf der neuen Vogtland Arena. Von 2009 bis 2013 war dieser Weltcup im Rahmen der FIS-Team-Tour. 2012 musste der Weltcup windbedingt abgesagt werden. Der Wettkampf wurde darauf folgenden Vormittag erneut angesetzt, aber wegen gleicher Probleme mit dem Wind abgesagt. Die FIS entschied sich, einen neuen Weg zugehen. Da sie mit den Wettkämpfen in Skandinavien unzufrieden sind, fand der Saisonauftakt von der Saison 2013/14 bis 2015/16 in Klingenthal statt. In der Saison 2016/17 sollten die Wettkämpfe wieder im Rahmen der FIS-Team-Tour stattfinden, nach einigen Änderungen im Skisprung-Weltcupkalender 2016/17 gibt es keine FIS-Team-Tour. In der Saison 2019/20 fand der erste gemeinsame Weltcup der Frauen und Männer in Klingenthal statt. Das Springen der Frauen fand wegen starkem Wind nur in einem Durchgang statt. Am 10. Dezember 2020 bestätigte der Internationale Skiverband, dass der Weltcup in Sapporo wegen der  COVID-19-Pandemie abgesagt wird. Als Ersatz sprang Klingenthal vom 5. bis 7. Februar 2021 ein und es fanden zwei Einzelspringen statt.

## Ergebnisse

### Männer
| Auflage | Saison  | Sieger                                                                           | Zweiter                                                                         | Dritter                                                                     |
| ------- | ------- | -------------------------------------------------------------------------------- | ------------------------------------------------------------------------------- | --------------------------------------------------------------------------- |
| 01      | 1985/86 | Matti Nykänen                                                                    | Primož Ulaga                                                                    | Waleri Karetnikow                                                           |
| 02      | 2006/07 | Gregor Schlierenzauer                                                            | Simon Ammann                                                                    | Adam Małysz                                                                 |
| 03      | 2008/09 | Gregor Schlierenzauer                                                            | Anders Jacobsen                                                                 | Wolfgang Loitzl                                                             |
| 04      | 2009/10 | Simon Ammann                                                                     | Adam Małysz                                                                     | Gregor Schlierenzauer                                                       |
| 05      | 2010/11 | Kamil Stoch                                                                      | Thomas Morgenstern                                                              | Simon Ammann                                                                |
| 06      | 2011/12 | Wegen zu starken Wind wurde der Wettkampf abgebrochen.                           | Wegen zu starken Wind wurde der Wettkampf abgebrochen.                          | Wegen zu starken Wind wurde der Wettkampf abgebrochen.                      |
| 07      | 2012/13 | Jaka Hvala                                                                       | Taku Takeuchi                                                                   | Gregor Schlierenzauer                                                       |
| 08      | 2013/14 | Slowenien Jurij Tepeš Robert Kranjec Jaka Hvala Peter Prevc                      | Deutschland Andreas Wank Karl Geiger Andreas Wellinger Severin Freund           | Japan Daiki Itō Reruhi Shimizu Noriaki Kasai Taku Takeuchi                  |
| 08      | 2013/14 | Krzysztof Biegun                                                                 | Andreas Wellinger                                                               | Jurij Tepeš                                                                 |
| 09      | 2014/15 | Deutschland Markus Eisenbichler Richard Freitag Andreas Wellinger Severin Freund | Japan Reruhi Shimizu Daiki Itō Noriaki Kasai Taku Takeuchi                      | Norwegen Rune Velta Anders Jacobsen Anders Fannemel Anders Bardal           |
| 09      | 2014/15 | Roman Koudelka                                                                   | Stefan Kraft                                                                    | Andreas Wellinger                                                           |
| 10      | 2015/16 | DeutschlandAndreas Wellinger Andreas Wank Richard Freitag Severin Freund         | SlowenienDomen Prevc Jurij Tepeš Anže Lanišek Peter Prevc                       | ÖsterreichMichael Hayböck Gregor Schlierenzauer Manuel Fettner Stefan Kraft |
| 10      | 2015/16 | Daniel-André Tande                                                               | Peter Prevc                                                                     | Severin Freund                                                              |
| 11      | 2016/17 | PolenPiotr Żyła Kamil Stoch Dawid Kubacki Maciej Kot                             | DeutschlandMarkus Eisenbichler Andreas Wellinger Richard Freitag Severin Freund | ÖsterreichMichael Hayböck Stefan Kraft Andreas Kofler Manuel Fettner        |
| 11      | 2016/17 | Domen Prevc                                                                      | Daniel-André Tande                                                              | Stefan Kraft                                                                |
| 12      | 2019/20 | PolenPiotr Żyła Jakub Wolny Kamil Stoch Dawid Kubacki                            | ÖsterreichPhilipp Aschenwald Gregor Schlierenzauer Michael Hayböck Stefan Kraft | Japan Yukiya Satō Daiki Itō Junshirō Kobayashi Ryōyū Kobayashi              |
| 12      | 2019/20 | Ryōyū Kobayashi                                                                  | Stefan Kraft                                                                    | Marius Lindvik                                                              |
| 13      | 2020/21 | Halvor Egner Granerud                                                            | Kamil Stoch                                                                     | Bor Pavlovčič                                                               |
| 13      | 2020/21 | Halvor Egner Granerud                                                            | Bor Pavlovčič                                                                   | Markus Eisenbichler                                                         |
| 14      | 2021/22 | Stefan Kraft                                                                     | Halvor Egner Granerud                                                           | Kamil Stoch                                                                 |
| 14      | 2021/22 | Ryōyū Kobayashi                                                                  | Daniel-André Tande                                                              | Marius Lindvik                                                              |
| 15      | 2023/24 | Karl Geiger                                                                      | Stefan Kraft                                                                    | Ryōyū Kobayashi                                                             |
| 15      | 2023/24 | Karl Geiger                                                                      | Gregor Deschwanden                                                              | Andreas Wellinger                                                           |

### Frauen
| Auflage | Saison  | Siegerin      | Zweiter      | Dritter           |
| ------- | ------- | ------------- | ------------ | ----------------- |
| 01      | 2019/20 | Chiara Hölzl  | Ema Klinec   | Katharina Althaus |
| 02      | 2021/22 | Marita Kramer | Silje Opseth | Urša Bogataj      |
| 02      | 2021/22 | Marita Kramer | Silje Opseth | Katharina Althaus |